# 马永开
马永开（1963年—），安徽天长人，电子科技大学教授。

## 生平
1985年毕业于安徽师范大学数学系，同年进入安徽财贸学院（现安徽财经大学）任教。1991年获南京理工大学（原华东工学院）硕士学位。2001年调至电子科技大学工作，2005年于电子科技大学获博士学位。曾任电子科技大学经济与管理学院院长，现任电子科技大学经济与管理学院教授、博士生导师。

## 学术贡献
主要从事投资管理、房地产经济与金融领域研究工作。主持国家自然科学基金重点项目、教育部新世纪优秀人才支持计划项目等课题多项，发表学术论文40余篇。研究成果获中国高校人文社会科学研究优秀成果奖二等奖、四川省科技进步奖一等奖、四川省哲学社会科学优秀成果奖二等奖等奖励。